# アレクサンダー・ベイリンソン
アレクサンダー・ベイリンソン（Alexander A. Beilinson、1957年6月13日 - ）は、シカゴ大学のDavid and Mary Winston Green University教授を務める数学者である。研究は、表現論、代数幾何学、数理物理学にわたっている。1999年ヘルムート・ホーファーと共にオストロフスキー賞を受賞。2017年米国科学アカデミー会員に選出。

## 業績
1978年、ベイリンソンは連接層と線形代数学におけるいくつかの問題に関する論文を出版した。雑誌『Functional Analysis and Its Application』における2ページのノートは、連接層 (数学)の導来圏に関する論文の一つであった。
1981年ベイリンソンは、ヨシフ・ベルンシュタインと共にカジュダン–ルスティック予想とヤンツェン予想の証明を発表した。2人とは独立に、ジャン＝リュック・ブリリンスキーと柏原正樹もカジュダン–ルスティック予想の証明を得た。しかし、ベイリンソンとベルンシュタインの証明は局所化の手法を導入した。これは、表現を旗多様体上に存在する幾何学的対象として広げることで、リー代数の表現の完全な圏 (数学)の幾何学的説明を構築したものだった。これらの幾何学的対象は、平行移動の内在的な概念を自然に含み、D-加群と呼ばれる。

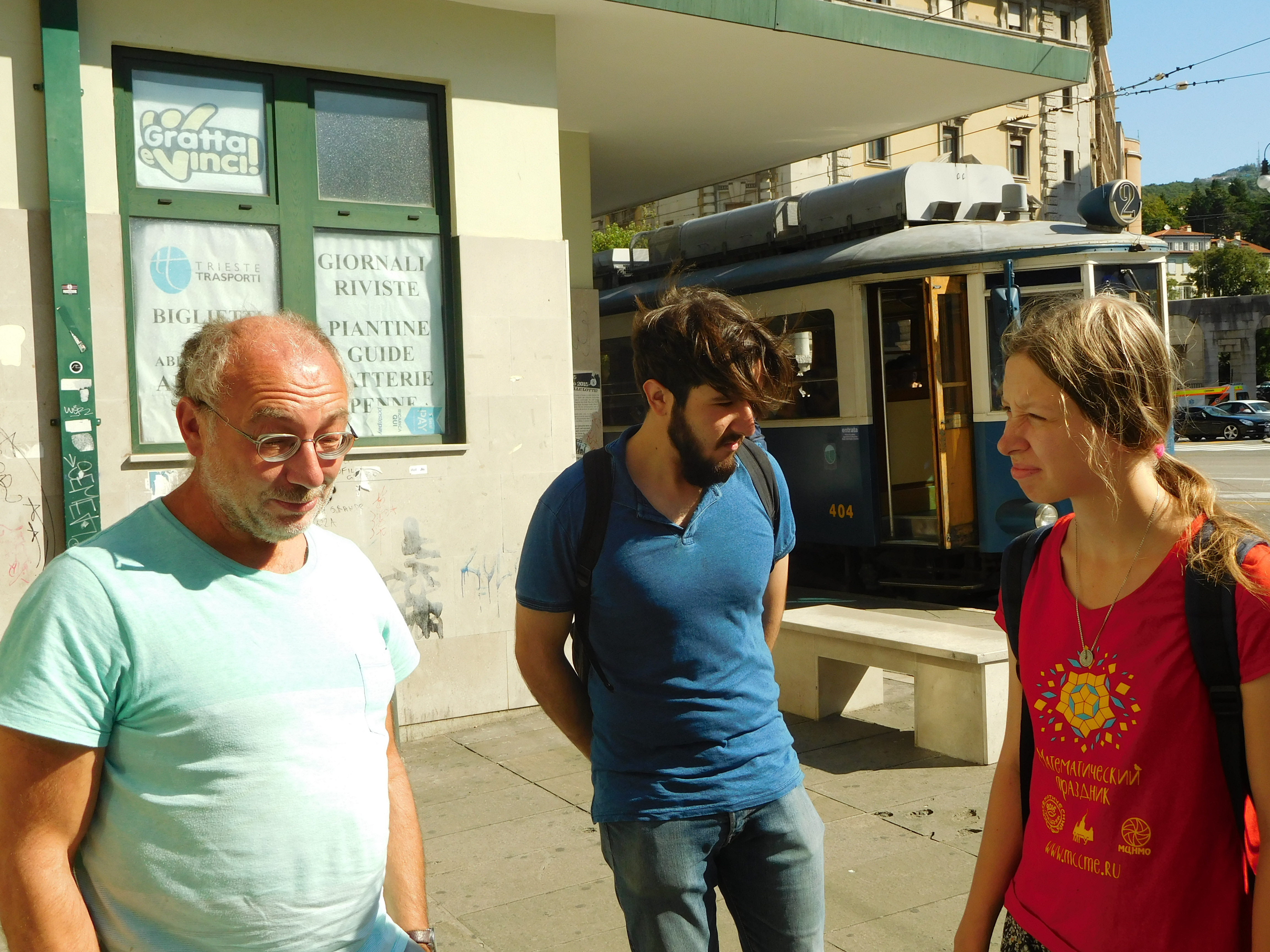
ベイリンソン(左)とその生徒

1982年ベイリンソンは、スキームに対するモチヴィック・コホモロジー群の存在に関する自身の予想群を発表した。モチヴィック・コホモロジー群は、アーベル群の複体のハイパーコホモロジー群として与えられ、代数的位相幾何学のアティヤ・ヒルツェブルフスペクトル系列に類似したモチヴィックスペクトル系列による代数的K理論に関連している。これらの予想群は以降、ベイリンソン–スーレ予想と呼ばれるようになった。スキームに関するホモトピー論を開発したウラジーミル・ヴォエヴォドスキーのプログラムと絡み合った予想群である。
1984年、ベイリンソンは『Higher Regulators and values of L-functions』という論文を発表し、その中でK理論に対する高次単数基準とその関連をL関数に結びつけた。この論文はまた、数環 (数学)の代数的K理論に対するリヒテンバウム予想、ホッジ予想、代数的サイクルに関するテイト予想、楕円曲線に対するバーチ・スウィンナートン＝ダイアー予想、楕円曲線のK2に関するブロック予想の算術多様体の一般化を与えている。
ベイリンソンは1980年代半ばの間を通して代数的K理論の分野で活動し続けた。ピエール・ドリーニュと共同し、ドン・ザギエの多重対数関数予想のモチーフ (数学)的解釈を発展させた。
1990年代初期から先、ベイリンソンはウラジーミル・ドリンフェルトと共同で、頂点代数の理論を再構築した。この研究は、非公式的な普及の後、2004年にカイラル代数に関するモノグラフの形で出版された。これは共形場理論、弦理論、幾何学的ラングランズ・プログラムに新たな進歩をもたらすものだった。
ベイリンソンは2008年にアメリカ芸術科学アカデミーのフェローに選出された。1994年の秋と1996年から1998年の間、プリンストン高等研究所の訪問研究者だった。2018年ウルフ賞数学部門を、2020年ショウ賞数学部門を受賞した。

## 代表的な著作物
- Beilinson, A. A.; Drinfeld, V. (2004). Chiral Algebras. American Mathematical Society. ISBN 978-0-8218-3528-9

- Beilinson, A. A.; Ginzburg, V.; Soergel, W. (1996). “Koszul duality patterns in representation theory”. Journal of the American Mathematical Society 9 (2):  473–527. doi:10.1090/S0894-0347-96-00192-0. ISSN 0894-0347.

- Beilinson, A. A.; Lusztig, G.; MacPherson, R. (1990). “A geometric setting for the quantum deformation of GLn”. Duke Mathematical Journal 61 (2):  655–677. doi:10.1215/S0012-7094-90-06124-1. ISSN 0012-7094.

- Beilinson, A. A.; Ginzburg, V.; Schechtman, V. (1988). “Koszul duality”. Journal of Geometry and Physics 5 (3):  317–350. Bibcode: 1988JGP.....5..317B. doi:10.1016/0393-0440(88)90028-9. ISSN 0393-0440.

- Beilinson, A. A. (1987). “How to glue perverse sheaves”. K-theory, arithmetic and geometry (Manin seminar, Moscow, 1984--1986) in Lecture Notes in Math. Vol. 1289. Springer-Verlag. pp. 42–51.

- Beilinson, A. A. (1987). “On the derived category of perverse sheaves”. K-theory, arithmetic and geometry (Manin seminar, Moscow, 1984--1986) in Lecture Notes in Math. Vol. 1289. Springer-Verlag. pp. 27–41.

- Beilinson, A. A.; MacPherson, R.; Schechtman, V. (1987). “Notes on motivic cohomology”. Duke Mathematical Journal 54 (2):  679–710. doi:10.1215/S0012-7094-87-05430-5. ISSN 0012-7094.

- Beilinson, A. A. (1986). “Notes on absolute Hodge cohomology”. Applications of algebraic K-theory to algebraic geometry and number theory, Part I, II (Boulder, Colo., 1983), Contemporary Mathematics. Vol. 55. American Mathematical Society. pp. 35–68.

- Beilinson, A. A. (1984). “Higher regulators and values of L-functions”. Itogi Nauki i Tekhniki, Current problems in mathematics. Vol. 24. Akad. Nauk SSSR Vsesoyuz. Inst. Nauchn. i Tekhn. Inform., Moscow. pp. 181–238.

- Beilinson, A. A.; Bernstein, J.; Deligne, P. (1982). “Faisceaux pervers”. Analysis and topology on singular spaces, I (Luminy, 1981), Astèrisque. Vol. 100. Soc. Math. France, Paris. pp. 5–171.

- Beilinson, A. A. (1980). “Residues and adèles”. Funktsional. Anal. I Prilozhen. 14 (1):  44–45. ISSN 0374-1990.

- Beilinson, A. A. (1978). “Coherent sheaves on Pn and problems in linear algebra”. Funktsional. Anal. I Prilozhen. 12 (3):  68–69. doi:10.1007/BF01681436. ISSN 0374-1990.